# Stara Wieś (województwo opolskie)
Stara Wieś – wieś w Polsce, w województwie opolskim, w powiecie głubczyckim, w gminie Głubczyce, przy trasie: Głubczyce - Pomorzowiczki - Klisino. 
Do 2023 miejscowość była przysiółkiem wsi Pomorzowiczki.
W latach 1975–1998 przysiółek administracyjnie należał do ówczesnego województwa opolskiego.